# Leucocelis lunicollis
Leucocelis lunicollis är en skalbaggsart som beskrevs av Hermann Julius Kolbe 1892. Leucocelis lunicollis ingår i släktet Leucocelis och familjen Cetoniidae. Inga underarter finns listade i Catalogue of Life.